# Thurzó Elek

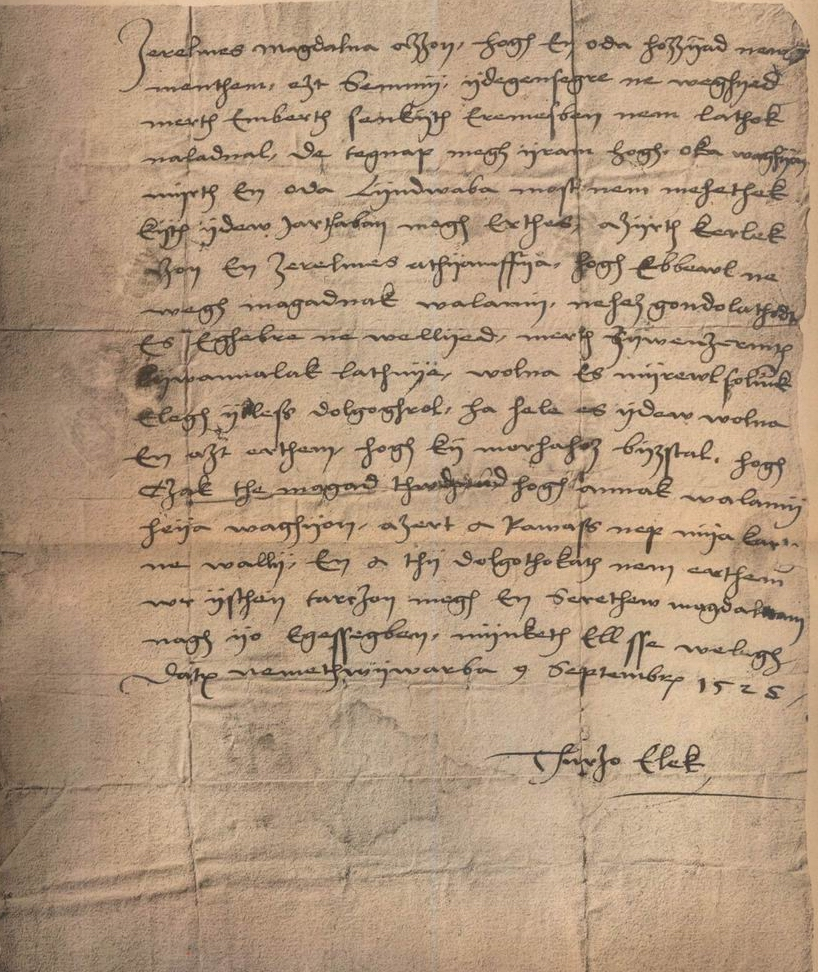
Thurzó Elek szerelmeslevele 1525-ből, amely az első teljes egészében magyar nyelven írt szerelmeslevél.

Betlenfalvi Thurzó Elek (1490 – 1543. január 25.) magyar nemes, országbíró.

## Élete
Thurzó János krakkói polgármester, körmöci kamarás – akinek bányavállalata és rézválasztó kohója  volt – és Beck Magdolna – Szatmári György unokahúga – fia. Elődei nyomán a bányaművelést kedvelte. 1521-ben már körmöci kamarai gróf és királyi főkomornokmester, majd királyi kincstárnok lett, 1525-ben pedig tárnokmester, végül országbíró akkor lett, amikor a törökök elfoglalták Budát.
Noha utóbb a bányák csáktornyai Ernuszt Jánosnak, Mátyás király bizalmasának a kezébe kerültek adomány- és zálogjogon, mindazonáltal a Thurzó család a Fuggerekkel együtt azokat haszonbérben tartotta régi gazdálkodási rendszerében. Thurzó 1523-ban kapta meg Mária királynétól Vöröskő várát, melyet azonban a Fuggereknek eladott. Mohács után még ő rendezte Mária menekülését az országból. 
Amikor a királyné meghallotta ezt a vereséget, a veszprémi püspökkel, Thurzó Elekkel és a pápai követtel – akkor még nem tudva bizonyosat a király vesztéről – rémülten Pozsonyba futott, a Dunán szállítva holmijának nagy részét
Szapolyai János királyt mellőzve határozottan I. Ferdinánd mellé állt, tőle kapta 1527-ben a Szapolyaiak birtokaiból a Szepesi várat több mással együtt. 1531 tavaszán Elek szerzett egy fontos tovább örökíthető tisztséget, nevezetesen Szepes vármegye örökös ispánságát.
A humanista kapcsolatairól híres főúr a bécsi egyetemen tanító tudósokkal Rotterdami Erasmussal és Aldias Manutiusszal állt kapcsolatban. Az evangélikus vallás követője és Perényi Péter legbensőbb barátja, később apósa volt. Az első felesége Szatmári Anna volt. Második nejétől – a Mohácsnál elesett felsőlendvai Széchy Tamás főispán özvegyétől – ormosdi Székely Magdolnától két lánya született. Margit nevű leánya Perényi Péter koronaőr felesége lett.
1543. január 25-én halt meg, Lőcsén temették el.

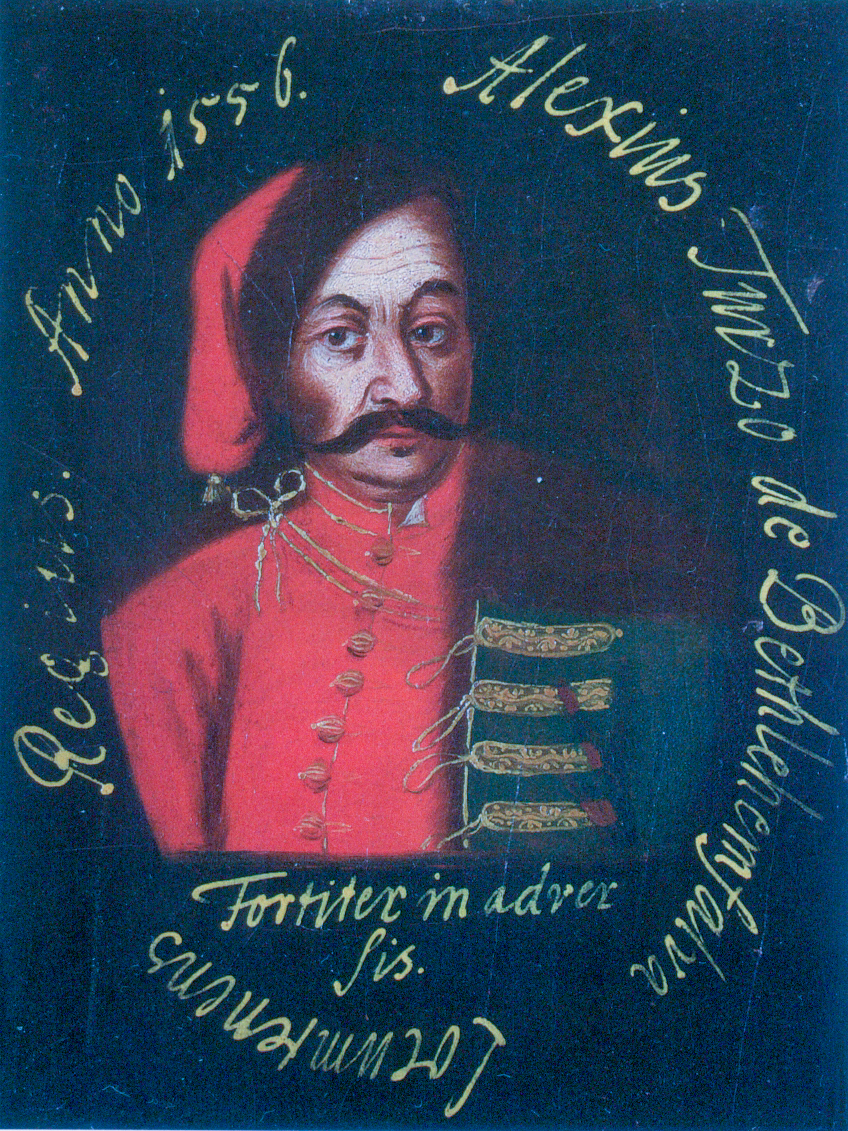
Portréja a 17. század végéről

## Művei, tevékenysége
- Érdeklődött Rotterdami Erasmus után, ki egyik könyvét Thurzónak ajánlotta.
- Unokaöccsét, Thurzó Ferencet Itáliában taníttatta.
- Tízezer forintos alapítványt tett Lőcsének egyházi és iskolai célokra.
- Ő alapította a galgóci evangélikus iskolát is.
- Második nejéhez írt szerelmes levele 1525-től maradt ránk. Ezt jegyzik az első magyar nyelvű szerelmes levélként; a nyelvemlék eredetije a Magyar Nemzeti Levéltárban található; híven közli és hasonmását is adja Zolnai Gyula: Nyelvemlékeink a könyvnyomtatás koráig című munkájában (Budapest, 1894. 237. l.).
- Bethlenfalvi Thurzó Elek levelezése. Források a Habsburg-magyar kapcsolatok történetéhez; fel. szerk. Kerekes Dóra, szerk. Nyerges Judit, Szabó Dóra, sajtó alá rend., tan. Erdélyi Gabriella; MOL, Bp., 2005–
  - 1. 1526–1532. I. Ferdinánd és Thurzó Elek levelezése; 2005